# Front Porch Stories
Front Porch Stories is het zesde en laatste studioalbum van de punkband Avail. Het werd op 5 november 2002 uitgegeven door Fat Wreck Chords.

## Nummers
1. "Black and Red" - 2:15
2. "Blue Times Two" - 2:56
3. "West Wye" - 2:55
4. "You" - 2:47
5. "Gravel to Dirt" - 2:10
6. "Done Reckoning" - 1:42
7. "East on Main" - 2:28
8. "Versus" - 3:04
9. "Subdued and Arrested" - 2:40
10. "Monuments" - 1:54
11. "The Falls" - 3:36
12. "Now" - 3:33